# Ciénega del Sur
Ciénega del Sur är en ort i Mexiko.   Den ligger i kommunen Alvarado och delstaten Veracruz, i den sydöstra delen av landet, 400 km öster om huvudstaden Mexico City. Ciénega del Sur ligger 15 meter över havet och antalet invånare är 158.
Terrängen runt Ciénega del Sur är platt. Havet är nära Ciénega del Sur norrut. Runt Ciénega del Sur är det ganska tätbefolkat, med 83 invånare per kvadratkilometer. Närmaste större samhälle är Lerdo de Tejada, 6,9 km söder om Ciénega del Sur. Omgivningarna runt Ciénega del Sur är en mosaik av jordbruksmark och naturlig växtlighet.